# US-Heeresgarnison Wiesbaden
Die US-Heeresgarnison Wiesbaden  (englisch United States Army Garrison Wiesbaden, Abkürzung: USAG Wiesbaden) ist eine 1945 gegründete Garnison der U.S. Army, deren Hauptquartier in Wiesbaden ist. Im Jahre 2023 umfasste die Garnison rund 56.000 Personen, davon etwa 14.000 militärische Mitarbeiter an 15 Standorten in Wiesbaden, Mainz, Ingelheim, Darmstadt und Lampertheim.
Seit dem Abschluss der großen Welle von US-Stützpunktschließungen in Europa in den Jahren 2014 und 2015 hat sich Wiesbaden zu einem wichtigen Hauptquartier der US-Armee entwickelt. Das USAREUR-AF-Hauptquartier und mehrere andere Militäreinheiten und Serviceorganisationen sind nun am Standort Lucius D. Clay Kaserne in der Garnison untergebracht. Neben der Clay Kaserne wurde in Wiesbaden-Delkenheim mit der Newman Village Housing Area ein neues Wohngebiet errichtet.

## Standorte und Einrichtungen

### Wiesbaden
- Lucius D. Clay Kaserne, Erbenheim
  - Hauptquartier US Army Europe and Africa
  - Flugplatz Wiesbaden-Erbenheim
  - Shalikashvili Mission Command Center
  - AFN Wiesbaden
  - Europäisches Hauptquartier des United States Army Installation Management Command
- Newman Village Housing Area, Delkenheim
- Amelia Earhart Center, Wiesbaden-Südost
- Hainerberg Housing Area and Shopping Center, Wiesbaden-Südost
- Aukamm Housing  Area, Wiesbaden-Bierstadt
- Kastel Storage Station[4], Mainz-Kastel
- Kastel Family Housing (aufgegeben), Mainz-Kastel

### Darmstadt
- Dagger Complex (Standort von US-INSCOM im Auftrag der NSA)

### Mainz
- Sand Dunes Local Training Area Mainz-Gonsenheim[5]
- Urban warfare training site, Mainz-Finthen

### Ingelheim
- McCully Barracks

### Lampertheim
- IBB Transmitter Station Lampertheim